# Græsholm (Ertholmene)
 For alternative betydninger, se Græsholm. (Se også artikler, som begynder med Græsholm)
Græsholm (tidligere også Græssholm) er en klippeø i øgruppen Ertholmene ca. 20 km nord for Svaneke på Bornholm.
Øen er med sine 9 hektar den næststørste af Ertholmene. Højeste punkt er 11 m over havoverfladen. Den har ikke vært beboet i traditionel forstand, men under Bornholms store pest i årene 1684–1685 blev den benyttet som kirkegård for nogle af de afdøde. I 1703 blev Stjerneskansen bygget som en del af Ertholmenes fæstningsanlæg. Den blev ødelagt i 1812, men ruinene kan stadig ses.
På Græsholm yngler flere slags fugle, deriblandt alke og lomvier. Øen har siden 1926 været et fuglereservat og er derfor ikke tilgængelig for offentligheden.
Dokumentarfilmen Ertholmene - det østligste Danmark viser fuglelivet på Græsholmen.